# Кауилла

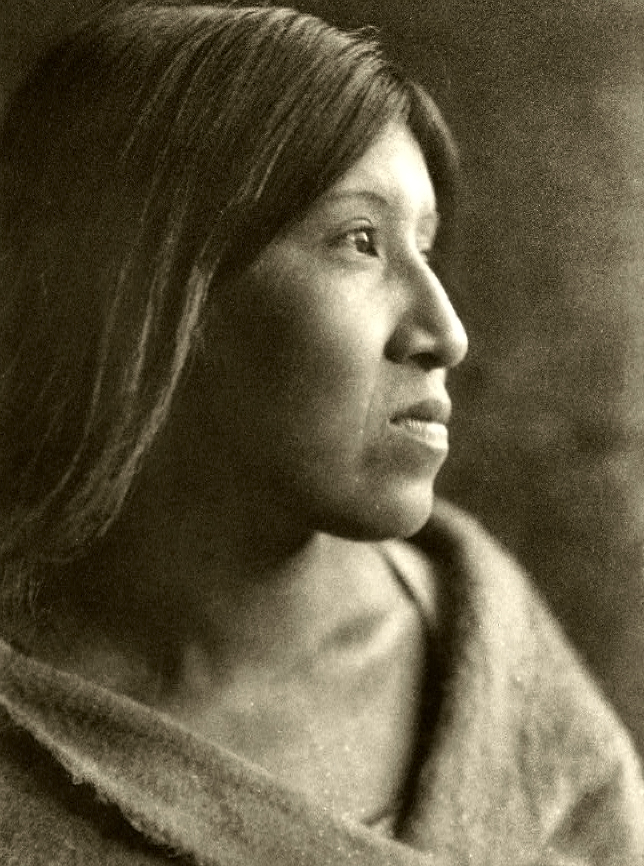
Девушка из племени пустынных кауилла. Фотограф Эдвард Кёртис, 1926.

Кауилла, кауилья, устаревшее написание кагуилла, Cahuilla — племя индейцев, проживающее на юге штата Калифорния на протяжении более 2000 лет. 
До контакта с европейцами племенные земли кауилла занимали около 6200 км². Их естественными границами были: на севере — горный массив Сан-Бернардино, на юге — Боррего-Спрингс и Шоколадные горы, на востоке — пустыня Колорадо, а на западе — горный массив Сан-Хасинто и восточные склоны горного массива Паломар.
Согласно преданиям кауилла, когда они переселились на свою современную территорию, на ней имелся большой водоём, озеро Кауилла. Это озеро, в которое впадала река Колорадо, высохло незадолго до 1700 года из-за изменения русла реки. В 1905 году из-за небольшого прорыва воды на месте прежнего озера образовалось гораздо меньшее по размеру озеро Солтон.
Исторически кауилла делились на «горных», «пустынных» и «проходных». В настоящее время они живут в девяти резервациях в Калифорнии.
Язык кауилла относится к юто-ацтекской семье. Согласно переписи 1990 года, из 800 индейцев кауилла лишь 35 владели языком. Большинство современных кауилла — потомки смешанных браков, как с другими индейскими племенами, так и с европейцами (американцами, мексиканцами и афроамериканцами).